# 旁遮普大学 (印度)
旁遮普大学（英文：Panjab University, PU），是一所位于印度昌迪加尔的公立州立大学，资金来源于邦政府和中央政府的共同支持，因此被视为一所州立大学。它的历史可以追溯到1882年在拉合尔（今属巴基斯坦）创立的旁遮普大学（University of the Punjab）。在印度和巴基斯坦分治后，该大学于1947年10月1日成立，最初名为东旁遮普大学（East Punjab University）。该大学起初主要设在索兰的一处军营中，随后迁至昌迪加尔的新建校园并更名为旁遮普大学。该校获得了NAAC五星级认证，并以最高的NAAC A++等级通过评估。
学校主校区位于昌迪加尔，设有78个教学和研究部门，以及10个教学与研究中心和讲席。它在旁遮普邦的八个区以及昌迪加尔联邦属地共设有201所附属学院，并在穆克萨尔、卢迪亚纳和霍希亚尔布尔设有区域中心，是印度排名较前的大学之一。该大学校园占地550英亩（约2.23平方千米），位于昌迪加尔的第14和第25区。行政和学术主要建筑坐落在第14区，校园内还设有健康中心、体育馆、宿舍以及教职工住宅。

## 引用资料
1. 1 2 3 4   (PDF). Ministry of Education, Government of India.   [2024-12-30]. （原始内容存档 (PDF)于2023-07-18）.